# Lista de episódios de Liv e Maddie
Segue abaixo a lista de episódios da Série Disney Channel, Liv e Maddie. Criada por John Beck e Ron Hart. No dia 22 de fevereiro de 2014 no Brasil e exibida em definitivo em fevereiro de 2014 pelo canal Disney Channel. Em 13 de janeiro de 2014, o Disney Channel renovou Liv e Maddie para uma segunda temporada para estrear no outono de 2014, dentre Setembro e Outubro. A estreia dos episódios da segunda temporada no Brasil, foi um pouco tarde do que em Portugal. Em 3 de abril de 2015, o Disney Channel renovou o seriado para uma terceira temporada para estrear em 13 de setembro de 2015. A Terceira temporada só teve exibição no Brasil a 30 de janeiro de 2016 e em Portugal a 4 de abril de 2016. A serie foi renovada para uma quarta temporada para estrear em setembro de 2016, e no Brasil e em Portugal em 2017.

## Temporadas
| Temporada | Temporada | Episódios | Exibição original      | Exibição original    | Exibição no Brasil      | Exibição no Brasil     | Exibição em Portugal  | Exibição em Portugal    |
| Temporada | Temporada | Episódios | Estreia                | Final                | Estreia                 | Final                  | Estreia               | Final                   |
| --------- | --------- | --------- | ---------------------- | -------------------- | ----------------------- | ---------------------- | --------------------- | ----------------------- |
|           | 1         | 21        | 15 de setembro de 2013 | 27 de julho de 2014  | 31 de dezembro de 2013  | 23 de janeiro de 2015  | 31 de janeiro de 2014 | 28 de novembro de 2014  |
|           | 2         | 24        | 21 de setembro de 2014 | 23 de agosto de 2015 | 14 de fevereiro de 2015 | 12 de março de 2016    | 2 de janeiro de 2015  | 19 de fevereiro de 2016 |
|           | 3         | 20        | 13 de setembro de 2015 | 19 de junho de 2016  | 30 de janeiro de 2016   | 18 de setembro de 2016 | 8 de abril de 2016    | 26 de janeiro de 2017   |
|           | 4         | 15        | 23 de setembro de 2016 | 24 de março de 2017  | 9 de dezembro de 2016   | 12 de maio de 2017     | 19 de maio de 2017    | 23 de novembro de 2017  |

## Episódios

### 1ª Temporada (2013-14)
| # | #  | Título                                                                                   | Dirigido por | Escrito por                                         | Datas de estreias                                                     | Código | Audiência (em milhões) |
| --- | -- | ---------------------------------------------------------------------------------------- | ------------ | --------------------------------------------------- | --------------------------------------------------------------------- | ------ | ---------------------- |
| 1 | 1  | "As Gêmeas Rooney (BR) O Regresso da Gémea (PT)" "Twin-A-Rooney"                         | Andy Fickman | John D. Beck e Ron Hart                             | 19 de julho de 2013 31 de dezembro de 2013 31 de janeiro de 2014      | 101    | 5.80                   |
| Depois de quatro longos anos, as irmãs gêmeas Liv e Maddie finalmente reencontram-se quando Liv retorna para casa para Wisconsin depois de estrelar num seriado musical em Hollywood. |    |                                                                                          |              |                                                     |                                                                       |        |                        |
| 2 | 2  | "O Time Rooney (BR) A Equipa Rooney (PT)" "Team-A-Rooney"                                | Andy Fickman | John D. Beck e Ron Hart                             | 15 de setembro de 2013 23 de fevereiro de 2014 7 de fevereiro de 2014 | 102    | 3.60                   |
| O diretor da escola, de repente anuncia cortes no orçamento, negando qualquer possibilidade de novos uniformes ou viagens para torneios para os times femininos do colégio. Assim que Maddie exprime a sua preocupação, ela descobre a falta de apoio da equipe. Em um esforço para melhorar suas habilidades de liderança, Liv se oferece para se juntar à equipe para ajudar a demonstrar novas habilidades para Maddie. Enquanto isso, Parker traz para casa tarântulas da escola, que de repente fogem, e Joey ajuda Parker á procurá-las.                                                                   |    |                                                                                          |              |                                                     |                                                                       |        |                        |
| 3 | 3  | "A Festa Rooney (BR) Festa de Pijama (PT)" "Sleep-A-Rooney"                              | Andy Fickman | John Peaslee                                        | 22 de setembro de 2013 1 de março de 2014 21 de fevereiro de 2014     | 107    | 3.00                   |
| Liv está preocupada porque perdeu parte da infância de seu irmão mais novo, Parker. Sabendo que Maddie tem um melhor relacionamento com Parker, Liv pede para ela lhe ajudar. Então, Liv decide ajudar Parker com sua festa do pijama, porém, nem tudo sai como o esperado... |    |                                                                                          |              |                                                     |                                                                       |        |                        |
| 4 | 4  | "Problemas com os Rooney (BR) O Roubo (PT)" "Steal-A-Rooney"                             | Andy Fickman | John D. Beck e Ron Hart                             | 29 de setembro de 2013 2 de março de 2014 28 de fevereiro de 2014     | 104    | 2.94                   |
| Maddie ficou excessivamente envolvida em sua posição como capitã da equipe de basquete, e Liv tomou conhecimento e considera fazer novos amigos na escola. Enquanto isso, Joey assume uma posição na praça de alimentação do shopping, com um esforço para pagar a conta do seu novo celular. |    |                                                                                          |              |                                                     |                                                                       |        |                        |
| 5 | 5  | "Canguru da Rooney (BR) Cangu-Rooney (PT)" "Kang-A-Rooney"                               | Andy Fickman | David Monahan                                       | 6 de outubro de 2013 13 de outubro de 2014 28 de outubro de 2014      | 105    | 3.18                   |
| É Halloween, e Maddie é convidada para participar do concurso de fantasias por sua paixão, Diggie. Joey está interessado na garota nova na escola e Maddie sugere que ele pratique conversando com outras meninas antes de se aproximar de sua paixão. Então ele pede ajuda a sua irmã, Liv. Enquanto isso, Parker descobre uma boneca palhaço que pertenceu a Karen. |    |                                                                                          |              |                                                     |                                                                       |        |                        |
| 6 | 6  | "Skatista Rooney (BR) Gémeas do Skate (PT)" "Skate-A-Rooney"                             | Andy Fickman | John D. Beck e Ron Hart                             | 13 de outubro de 2013 8 de março de 2014 14 de março de 2014          | 103    | 2.91                   |
| O namorado de Liv de Hollywood é um skatista profissional, e está na cidade para participar de uma competição local para o qual Liv é convidada para ser uma jurada celebridade. Infelizmente, Liv recebe um texto de seu namorado dizendo que quer terminar o namoro. Maddie, no entanto, diz que a melhor maneira de superar uma separação é buscar vingança. Enquanto isso, Joey e Parker conhecem outro skatista profissional e acabam descobrindo que ele é um amigo de infância de Joey. |    |                                                                                          |              |                                                     |                                                                       |        |                        |
| 7 | 7  | "Disputa Entre as Rooney (BR) Jogos Perigosos (PT)" "Dodge-A-Rooney"                     | Andy Fickman | Heather MacGillvray e Linda Mathious                | 3 de novembro de 2013 9 de março de 2014 21 de março de 2014          | 108    | 3.32                   |
| Apesar de trabalhar como psicóloga da escola, Karen, também tem a posição de atribuir projetos de serviços comunitários. Liv não está feliz com o trabalho atribuído a ela, e decide trabalhar no Centro do Idoso com Maddie. Enquanto isso, Joey fica em apuros enquanto estava de guarda sobre o mascote da escola e implora a Parker por sua ajuda. |    |                                                                                          |              |                                                     |                                                                       |        |                        |
| 8 | 8  | "Cérebro da Rooney (BR) Cérebro Rooney (PT)" "Brain-A-Rooney"                            | Andy Fickman | Linda Mathious e Heather MacGillvray                | 10 de novembro de 2013 15 de março de 2014 4 de abril de 2014         | 113    | 3.01                   |
| As Olimpíadas anuais "cérebro" estão chegando e Joey tem a intenção de formar uma equipe, na esperança de ganhar. Liv, em um esforço para lançar parte de sua imagem feminina, convence Joey a deixá-la se juntar à equipe. Na competição, cada equipe tem que construir uma máquina de Rube Goldberg, mas quando Joey pensa que ela não é inteligente o bastante, Liv decide construir a sua própria máquina. Enquanto isso, Maddie tem um estaleiro a venda para arrecadar fundos para a viagem do clube francês para Montreal, e uma memória de infância inestimável acidentalmente é vendida.                |    |                                                                                          |              |                                                     |                                                                       |        |                        |
| 9 | 9  | "Os 16 Anos das Rooneys (BR) O Aniversário (PT)" "Sweet 16-A-Rooney"                     | Andy Fickman | Sylvia Green                                        | 24 de novembro de 2013 16 de março de 2014 9 de maio de 2014          | 106    | 3.27                   |
| É o aniversário de 16 anos de Liv e Maddie, e as duas meninas têm uma diferença de opinião sobre as idéias da festa de aniversário. Infelizmente, Karen tem mantido um segredo sobre as gêmeas: elas nasceram em dias diferentes, sendo que Liv nasceu dia 5 às 23:56 e Maddie nasceu no dia 6 às 00:02. Maddie fica arrasada, pois descobriu que seu número da sorte, 5, era na verdade uma fraude. Então, Liv decide dar uma festa surpresa para Maddie à meia-noite, e convida os amigos mais próximos de Maddie para levá-la para um jantar amigável, fazendo Maddie pensar que a festa foi apenas para Liv. |    |                                                                                          |              |                                                     |                                                                       |        |                        |
| 10 | 10 | "O Natal dos Rooney (BR) Fa la la Rooney (PT)" "Fa La La La-A-Rooney"                    | Andy Fickman | Sylvia Green                                        | 1 de dezembro de 2013 6 de dezembro de 2014 Dezembro de 2014          | 111    | 3.11                   |
| O evento anual natalino Stevens Point Holiday Spectacular está chegando, e Liv é convidada para participar do evento televisionado. Ela é encarregada de fazer uma dupla com uma pequena garotinha aspirante a cantora. Porém, logo Liv percebe que a garotinha não é tão dócil assim. Além disso, Pete e Maddie estão encarregados de decorar a árvore de Natal da cidade. Enquanto isso, Parker, vestido de elfo, pega o dinheiro de Joey que está trabalhando como Papai Noel, a fim de comprar um presente caro.                                                                                             |    |                                                                                          |              |                                                     |                                                                       |        |                        |
| 11 | 11 | "A Troca Rooney (BR) Troca de Gémeas (PT)" "Switch-A-Rooney"                             | Andy Fickman | Danielle Hoover e David Monohan                     | 17 de janeiro de 2014 29 de março de 2014 25 de abril de 2014         | 109    | 3.18                   |
| Depois de Maddie falhar em seu teste de condução e Liv se oferecer para o papel principal em um filme de ficção científica, as gêmeas Rooney decidem trocar de lugar. Liv concorda em retomar o teste de Maddie para ela e Maddie concorda em fingir ser Liv em uma sessão de autógrafos de DVD para convencer os fãs da série de livros que ela está em forma para o papel. Embora as coisas funcionam muito bem em fim de Maddie, Liv perde o controle de seu carro quando ela é forçada a colocar os óculos de Maddie. Enquanto isso, Diggie tenta ganhar a aprovação de Pete.                                |    |                                                                                          |              |                                                     |                                                                       |        |                        |
| 12 | 12 | "O Corte Do Rooney (BR) Pai Abandonado (PT)" "Dump-A-Rooney"                             | Andy Fickman | John D. Beck e Ron Hart                             | 26 de janeiro de 2014 26 de março de 2014 27 de junho de 2014         | 110    | 2.63                   |
| Maddie e Pete se inscrevem para participar de um torneio de basquete de dois contra dois. Contudo, as competências de Pete são um pouco enferrujadas, e Maddie teme perder. Enquanto isso, Liv ganha o papel principal na peça da escola de uma mulher impulsionada como dona de casa, uma caracterização semelhante a Karen. Estrelas convidadas: Dwight Howard como Bernard |    |                                                                                          |              |                                                     |                                                                       |        |                        |
| 13 | 13 | "A Mudança dos Rooney (BR) A Mudança (PT)" "Move-A-Rooney"                               | Andy Fickman | Ernie Bustamante                                    | 9 de fevereiro de 2014 11 de maio de 2014 18 de julho de 2014         | 112    | 2.72                   |
| Pete descobre que a casa está infestada de cupins, então Karen e Pete procuram por um hotel, e as crianças pensam que eles estão se mudando para Madison. Então, cada uma das crianças gasta seu último dia na cidade fazendo algo especial: Liv finge que está doente para se despedir da casa, Maddie tenta finalmente dizer a Diggy que gosta dele, Parker tenta tapar todos os túneis que fez pela casa e Joey e Artie fazem uma aposta ao construir foguetes. |    |                                                                                          |              |                                                     |                                                                       |        |                        |
| 14 | 14 | "A Baixa da Willow (PT) Willow amando um Rooney' (BR)" "Slump-A-Rooney"                  | Andy Fickman | John Peaslee                                        | 9 de março de 2014 17 de maio de 2014 22 de agosto de 2014            | 114    | 2.12                   |
| Maddie e Willow estão animadas para experimentar o time de softball da escola, mas Maddie, percebe que Willow está distraída, porque ela não consegue parar de pensar em Joey. Liv então sugere que ela mande um bilhete de amor para ele, como se fosse uma admiradora secreta. Enquanto isso, Liv vai fazer uma participação especial na TV para promover seu novo filme, mas acidentalmente Liv troca a maquiagem permanente, para cola permanente. Além disso, Parker ajuda Evan a conseguir sua faixa azul para o karatê.                                                                                   |    |                                                                                          |              |                                                     |                                                                       |        |                        |
| 15 | 15 | "Mães das Rooney (BR) Mãe Rooney (PT)" "Moms-A-Rooney"                                   | Andy Fickman | Jenny Keene                                         | 16 de março de 2014 13 de setembro de 2014 2 de maio de 2014          | 115    | 2.42                   |
| Liv fica com ciúmes quando ela descobre que Karen e Maddie irão em um fim de semana de mãe e filha, e Karen não á convidou. Então, ela convida a mãe dela na sua série "Cante Alto!" para ajudar a interromper o passeio de Karen a Maddie. Liv acaba sendo coberta por sanguessugas, e, isso permite que Karen cuide de sua filha doente. Enquanto isso, com as meninas Rooney fora de casa, Joey e Parker usam a casa para hospedar passeios para os fãs de Liv. |    |                                                                                          |              |                                                     |                                                                       |        |                        |
| 16 | 16 | "Os Sapatos da Rooney (BR) Sapatos Rooney (PT)" "Shoe-A-Rooney"                          | Andy Fickman | William Luke Schreiber                              | 6 de abril de 2014 2 de janeiro de 2015 26 de setembro de 2014        | 117    | 2.13                   |
| A fim de ajudar Maddie "abraçar seu brilho interior", Liv faz Maddie experimentar o par perfeito de sapatos. Maddie se torna viciada nos sapatos, o que tem consequências involuntárias, quando suas prioridades começam a mudar. Enquanto isso, Joey recruta Diggie para treiná-lo para a corrida cronometrada, a fim de manter o sua média perfeita e Parker tenta ensinar o seu método para evitar o trabalho a Evan enquanto ele está hospedado na Casa Rooney. |    |                                                                                          |              |                                                     |                                                                       |        |                        |
| 17 | 17 | "O uivo da Rooney (BR) Uiva Rooney (PT)" "Howl-A-Rooney"                                 | Andy Fickman | Danielle Hoover e David Monahan                     | 13 de abril de 2014 31 de maio de 2014 15 de setembro de 2014         | 116    | 2.15                   |
| O papel desejado de Tristan em "Lobos do Espaço" foi reduzido a Liv e dois outros atores, então ela precisa aprender a uivar para conseguir o papel. Estrelas convidadas: Kel Mitchell como "Q-Pop" e Laura Marano como Presas Woulfert |    |                                                                                          |              |                                                     |                                                                       |        |                        |
| 18 | 18 | "O Passado das Rooney (BR) Passado Rooney (PT)" "Flashback-A-Rooney"                     | Andy Fickman | Sylvia Green                                        | 4 de maio de 2014 20 de janeiro de 2015 7 de novembro de 2014         | 118    | 1.84                   |
| Maddie aguarda ansiosamente a chegada de uma carta das Olimpíadas Junior. Porém, se passar, Maddie ficará fora por um ano. Quando Liv pega a carta e descobre que Maddie foi selecionada, ela tenta esconder, porque não quer perder mais tempo longe da irmã. |    |                                                                                          |              |                                                     |                                                                       |        |                        |
| 19 | 19 | "A Melhor Amiga da Rooney (BR) Melhor Amiga Rooney (PT)" "BFF-A-Rooney"                  | Andy Fickman | Kali Rocha e Johnathan McClain                      | 22 de junho de 2014 21 de janeiro de 2015 14 de novembro de 2014      | 119    | N/A                    |
| Maddie sente ciúme quando a melhor amiga de Liv de Hollywood, South Salamanca, vem visitá-la e flerta com Diggie. Estrelas convidadas: Raquel Castro como South Salamanca |    |                                                                                          |              |                                                     |                                                                       |        |                        |
| 20 | 20 | "A Música da Rooney (BR) Canção Rooney (PT)" "Song-A-Rooney"                             | Andy Fickman | Sylvia Green e Linda Mathious e Heather MacGillvray | 29 de junho de 2014 22 de janeiro de 2015 28 de novembro de 2014      | 120    | 1.97                   |
| A nova empresária de Liv tem um enorme passo na direção errada, fazendo com que seu mais recente single o "Frolo Yolo", seja um hit viral por todas as razões erradas. Para provar que é uma cantora séria, Liv tenta compor uma música. Porém, ela fica sem inspiração, e acaba a encontrando no diário pessoal de Maddie. Enquanto isso, Maddie arruma um emprego na lanchonete em que Diggy trabalha, para passar mais tempo com ele. Entretanto, os dois percebem que odeiam trabalhar juntos. |    |                                                                                          |              |                                                     |                                                                       |        |                        |
| 21 | 21 | "Lobisomens do Espaço Rooney (BR) Lobos Espaciais Rooney (PT)" "Space-Werewolf-A-Rooney" | Andy Fickman | John D. Beck e Ron Hart                             | 27 de julho de 2014 23 de janeiro de 2015 17 de novembro de 2014      | 121    | N/A                    |
| Para provar aos céticos que ela se destina a estrelar em "Lobos do Espaço", Liv concorda em fazer todas as suas próprias cenas de ação, não percebendo exatamente como elas são complicadas e perigosas. Maddie rompe um ligamento do joelho e precisa de cirurgia, portanto, não é capaz de jogar no campeonato ou ir para a Olimpíada Júnior. Estrelas convidadas: Garry Marshall como Vic DeFazerelli |    |                                                                                          |              |                                                     |                                                                       |        |                        |

### 2ª Temporada (2014-15)
| # | #  | Título                                                                            | Dirigido por       | Escrito por                          | Datas de estreias                                                    | Código de produção | Audiência (em milhões) |
| --- | -- | --------------------------------------------------------------------------------- | ------------------ | ------------------------------------ | -------------------------------------------------------------------- | ------------------ | ---------------------- |
| 22 | 1  | "Estreia Rooney (PT) A Estreia da Rooney (BR)" "Premiere-A-Rooney"                | Shelley Jensen     | John D. Beck e Ron Hart              | 21 de setembro de 2014 14 de fevereiro de 2015 2 de janeiro de 2015  | 201                | 2.04                   |
| A premiere de Liv de "Lobos do Espaço" é na mesma noite do Wisconsin Cheddar-Brat Fest, o festival de queijo mais tradicional de Winsconsin. |    |                                                                                   |                    |                                      |                                                                      |                    |                        |
| 23 | 2  | "Oleira Rooney (PT) A Cerâmica da Rooney (BR)" "Pottery-A-Rooney"                 | Shelley Jensen     | John Peaslee                         | 28 de setembro de 2014 15 de fevereiro de 2015 9 de janeiro de 2015  | 202                | 1.97                   |
| Enquanto Maddie se recupera de sua lesão no joelho descobre um novo passatempo, que acaba por ser a cerâmica. Enquanto isso, Karen pede a Liv conselhos de moda. |    |                                                                                   |                    |                                      |                                                                      |                    |                        |
| 24 | 3  | "Helgaween Rooney (PT) Helgaween Rooney (BR)" "Helgaween-A-Rooney"                | Rich Correll       | John D. Beck e Ron Hart              | 5 de outubro de 2014 31 de outubro de 2015 23 de outubro de 2015     | 207                | 2.58                   |
| A celebração do Halloween dos Rooney toma um rumo inesperado quando um amuleto mágico transforma as gêmeas Liv e Maddie em trigêmeas, produzindo uma irmã assustadora chamada Helga. Enquanto isso, Joey e Parker usam o amuleto para clonar a si mesmos. |    |                                                                                   |                    |                                      |                                                                      |                    |                        |
| 25 | 4  | "Kathy Kan e a Rooney (BR) Kathy Kan Rooney (PT)" "Kathy Kan-A-Rooney"            | Linda Mendoza      | Danielle Hoover e David Monahan      | 12 de outubro de 2014 21 de fevereiro de 2015 16 de janeiro de 2015  | 204                | 2.25                   |
| Liv torna-se amiga rápido com a popstar coreana e sensação adolescente internacional: Kathy Kan, quando ela vem para os Estados Unidos para estudar sobre Liv para a versão coreana do seu programa de sucesso, "Cante Alto". Estrela convidada: Piper Curda como Kathy Kan |    |                                                                                   |                    |                                      |                                                                      |                    |                        |
| 26 | 5  | "Arranjinho Rooney (PT) O Cupido Rooney (BR)" "Match-A-Rooney"                    | Rich Correll       | David Tolentino                      | 2 de novembro de 2014 22 de fevereiro de 2015 6 de fevereiro de 2015 | 205                | 1.87                   |
| Liv tenta se fazer de cupido para ajudar Willow a conquistar o coração de Joey no baile da escola. Enquanto isso, Maddie treina a turma de Karatê de Parker, mas com muita rigidez. |    |                                                                                   |                    |                                      |                                                                      |                    |                        |
| 27 | 6  | "Cestos Rooney (PT) As Cestas da Rooney (BR)" "Hoops-A-Rooney"                    | Rich Correll       | Sylvia Green                         | 23 de novembro de 2014 1 de março de 2015 20 de fevereiro de 2015    | 206                | 2.57                   |
| Quando Liv é oferecida o papel principal em um filme de basquete, Maddie e Willow transformam ela de uma atleta desajeitada para uma profissional do esporte. |    |                                                                                   |                    |                                      |                                                                      |                    |                        |
| 28 | 7  | "Réveillon dos Rooney (BR) Passagem de Ano Rooney (PT)" "New Year's Eve-A-Rooney" | Victor Gonzalez    | John Peaslee                         | 7 de dezembro de 2014 28 de fevereiro de 2015 18 de dezembro de 2015 | 208                | ASA                    |
| Liv prepara uma festa de Ano Novo e quando um segredo é revelado ao vivo na TV, faz com que Maddie comece a questionar seu relacionamento a longa distância com Diggie. |    |                                                                                   |                    |                                      |                                                                      |                    |                        |
| 29 | 8  | "Mano-Gruta Rooney (PT) Os túneis dos Rooney (BR)" "Bro-Cave-A-Rooney"            | Adam Weissman      | John D. Beck e Ron Hart              | 18 de janeiro de 2015 6 de abril de 2015 20 de março de 2015         | 203                | 2.57                   |
| Quando Joey e Parker finalmente chegam ao ponto de não querer mais limpar seu quarto imundo. Quando eles tentam enganar Liv e Maddie para limpá-lo para eles, as meninas lutam para trás com uma arma ainda melhor. |    |                                                                                   |                    |                                      |                                                                      |                    |                        |
| 30 | 9  | "Reciclagem Rooney (PT) O Amuleto das Rooney (BR)" "Upcycle-A-Rooney"             | Chris Poulos       | Linda Mathious e Heather MacGillvray | 25 de janeiro de 2015 11 de maio de 2015 10 de abril de 2015         | 210                | 2.52                   |
| Maddie fica arrasada quando ela perde sua pulseira da sorte que Liv lhe dera. No entanto, quando Liv tenta fazê-la sentir-se culpada, Maddie decide ensinar-lhe uma lição. Enquanto isso, os sentimentos de Joey são feridos quando Parker ganha um novo "irmão mais velho" legal. |    |                                                                                   |                    |                                      |                                                                      |                    |                        |
| 31 | 10 | "Notas Rooney (PT) A Nota das Rooney (BR)" "Rate-A-Rooney"                        | Adam Weissman      | Jennifer Keene                       | 8 de fevereiro de 2015 17 de julho de 2015 24 de abril de 2015       | 215                | 2.17                   |
| Todd, um garoto popular, avalia todas as meninas da escola junto de seus amigos, dando notas de aparência para elas. As meninas da escola se revoltam, e fazem uma rebelião contra os garotos. Enquanto isso, Joey e Parker brigam para ver quem comanda no quarto. |    |                                                                                   |                    |                                      |                                                                      |                    |                        |
| 32 | 11 | "Suspensão Rooney (PT) Gêmeas Doentes (BR)" "Detention-A-Rooney"                  | Jody Margolin Hahn | John Peaslee                         | 15 de fevereiro de 2015 12 de maio de 2015 27 de março de 2015       | 209                | 2.53                   |
| Para se livrar de um concurso de mãe e filho, Parker intencionalmente se esforça para ficar de detenção. Liv e Maddie ficam doentes ao mesmo tempo fazendo o pai ficar de enfermeira todo tempo. Joey faz uma aposta com Artie e ganha seus "minions". |    |                                                                                   |                    |                                      |                                                                      |                    |                        |
| 33 | 12 | "'Escapamentos Rooney (BR) Escape Rooney (PT)" "Muffler-A-Rooney"                 | Victor Gonzalez    | Sylvia Green                         | 1 de março de 2015 13 de maio de 2015 8 de maio de 2015              | 211                | 2.01                   |
| Liv fica ansiosa para realizar novamente seu primeiro comercial que fez na infância e reencontrar uma amiga, enquanto Maddie está nervosa por voltar a jogar basquete. Karen torna-se viciada em um jogo de realidade virtual de Parker. |    |                                                                                   |                    |                                      |                                                                      |                    |                        |
| 34 | 13 | "Presente da Rooney (BR) Presentes Rooney (PT)" "Gift-A-Rooney"                   | Benjamin King      | Kali Rocha                           | 8 de março de 2015 14 de maio de 2015 29 de maio de 2015             | 212                | 2.02                   |
| Liv, ao conversar com Diggie pela internet, descobre que ele dará de presente para Maddie uma bandana para suor pelo seu aniversário de namoro com ela. Sabendo que o presente é horrível, Liv interfere na escolha do presente. Parker cria um creme reparador de rugas para Karen, mas no final o creme não dá bons resultados. |    |                                                                                   |                    |                                      |                                                                      |                    |                        |
| 35 | 14 | "Vizinho das Rooney (BR) Vizinhos Rooney (PT)" "Neighbors-A-Rooney"               | Johnathan McClain  | Kali Rocha                           | 26 de março de 2015 15 de maio de 2015 19 de junho de 2015           | 213                | 1.72                   |
| Durante uma briga com os Dippledorfs, Liv e Karen roubam uma girafa de cerâmica de seus vizinhos como vingança por nunca as convidarem para as festas da vizinhança. Nisso, Liv reencontra seu colega de infância Holden Dippledorf, de quem ela tem raiva, por que ele roubou sua caneta favorita no 3ºano. Enquanto isso, Joey fica fascinado com uma nova garota que se torna membro do Conselho Intergalático. |    |                                                                                   |                    |                                      |                                                                      |                    |                        |
| 36 | 15 | "A Rooney repete (BR) Repete Rooney (PT)" "Repeat-A-Rooney"                       | Benjamin King      | Marc C. Secada                       | 09 de abril de 2015 5 de julho de 2015 31 de julho de 2015           | 214                | 1.65                   |
| Liv acaba descobrindo que, quando foi para Hollywood estrelar "Cante Alto!", ela não fez o seu trabalho final da sexta série. Ela então precisa terminar esse trabalho se quiser se formar. Porém, existe uma condição: Liv terá que fazer o trabalho em sala de aula, coincidentemente na classe de Parker. |    |                                                                                   |                    |                                      |                                                                      |                    |                        |
| 37 | 16 | "Cozinheira Rooney (BR / PT)" "Cook-A-Rooney"                                     | Andy Fickman       | Danielle Hoover e David Monahan      | 12 de abril de 2015 14 de dezembro de 2015 28 de agosto de 2015      | 221                | 2.09                   |
| Para aumentar a sua nota na classe de economia doméstica, Maddie deve derrotar Artie em uma competição de mestre cozinheiro da classe. Enquanto isso, Joey convence Pete para apoiar seus clubes inventados na escola mas no final Karen descobre. |    |                                                                                   |                    |                                      |                                                                      |                    |                        |
| 38 | 17 | "Os Rooney Vão para a Formatura (BR) Baile Rooney (PT)" "Prom-A-Rooney"           | Shannon Flynn      | Heather MacGillvray e Linda Mathious | 19 de abril de 2015 22 de agosto de 2015 1 de outubro de 2015        | 219                | 2.19                   |
| Liv percebe que tem uma queda por Holden, mas Andie o convida para o baile antes que Holden a convide. Com Diggie distante, Karen organiza e faz para Maddie ir com seu estranho primo Craig ao baile. |    |                                                                                   |                    |                                      |                                                                      |                    |                        |
| 39 | 18 | "Flugelball Rooney (PT) Flugobol da Rooney (BR)" "Flugelball-A-Rooney"            | Adam Weissman      | David Talentino                      | 3 de maio de 2015 15 de dezembro de 2015 17 de julho de 2015         | 216                | 2.04                   |
| Diggie finalmente volta a Stevens Point, para a alegria de Maddie. Porém, ela percebe que ele não é o mesmo de quando foi. Quando uma revelação dele é posta à tona, o relacionamento dos dois sofre risco. Enquanto isso, Parker ensina um velho amigo a andar de bicicleta. |    |                                                                                   |                    |                                      |                                                                      |                    |                        |
| 40 | 19 | "Banda Rooney (PT) A banda da Rooney (BR)" "Band-A-Rooney"                        | Jody Margolin Hahn | Danielle Hoover e David Monahan      | 14 de junho de 2015 16 de dezembro de 2015 25 de setembro de 2015    | 220                | 2.08                   |
| A prefeitura de Stevens Point organiza uma batalha de bandas, e Willow implora para Liv fazer parte da sua banda junto com Andie. Porém, nenhuma das três sabe tocar guitarra, então Andie convida Holden para tocar com elas. Aí que surge o problema, porque Liv não consegue se concentrar com Holden por perto. Enquanto isso, Joey, Artie e Karen formam uma banda para competir. |    |                                                                                   |                    |                                      |                                                                      |                    |                        |
| 41 | 20 | "Vídeo Rooney (PT) O Cupido Rooney (BR)" "Video-A-Rooney"                         | Andy Fickman       | David Tolentino                      | 21 de junho de 2015 17 de dezembro de 2015 25 de setembro de 2015    | 223                | 2.31                   |
| Depois de vencer a batalha das bandas, a The Dream (banda de Liv, Willow, Andie e Holden) resolve fazer um videoclipe de sua nova música, "As Long As I Have You". Porém, cada um tem uma ideia diferente para o clipe, e isso gera uma briga que pode comprometer o futuro da banda. Enquanto isso, Parker se aproveita do fato de que Diggie ainda gosta de Maddie para induzi-lo a fazer tudo o que ele quer. Joey inicia uma nova batalha em seu clube de Batalhas Intergaláticas, porém, Karen se envolve um pouco demais, deixando Joey constrangido. |    |                                                                                   |                    |                                      |                                                                      |                    |                        |
| 42 | 21 | "Triângulo Rooney (BR / PT)" "Triangle-A-Rooney"                                  | Andy Fickman       | Eric Abrams                          | 19 de julho de 2015 18 de dezembro de 2015 9 de outubro de 2015      | 217                | 2.25                   |
| Quando Liv acha que finalmente esqueceu Holden, ele demonstra gostar dela. Mas ela tem receio, pois ele namora com a Andie, uma de suas melhores amigas. Enquanto isso, o melhor amigo de Parker começa a passar tempo demais com Maddie, deixando Parker ciumento. |    |                                                                                   |                    |                                      |                                                                      |                    |                        |
| 43 | 22 | "Suspeitos-Rooney (BR) Rooney Tramada (PT)" "Frame-A-Rooney"                      | Jody Margolin Hahn | William Luke Schreiber               | 26 de julho de 2015 11 de outubro de 2015 20 de novembro de 2015     | 222                | 2.53                   |
| A nova mascote de Ridgewood High é vandalizada e toda a família Rooney torna-se suspeita. Enquanto isso, Parker não tem escola e mete-se em sarilhos em casa com o seu amigo Reggie. |    |                                                                                   |                    |                                      |                                                                      |                    |                        |
| 44 | 23 | "Sparf-a-Rooney (PT) Rooneys vão ao festival (BR)" "SPARF-A-Rooney"               | Andy Fickman       | Danielle Hoover e David Monahan      | 16 de agosto de 2015 12 de março de 2016 29 de abril de 2016         | 303                | 1.90                   |
| Maddie e Diggie tentam sair para se divertir num festival de música local. Liv está encarregue de ajudar a Andie a superar o fim da sua relação com Holden. Enquanto isso, Parker constrói uma cadeira voadora para levar Joey ao festival sem ele lá por os pés. |    |                                                                                   |                    |                                      |                                                                      |                    |                        |
| 45 | 24 | "Campeã Rooney (BR / PT)" "Champ-A-Rooney"                                        | Andy Fickman       | John D Beck e Ron Hart               | 23 de agosto de 2015 19 de dezembro de 2015 19 de fevereiro de 2016  | 224                | 2.45                   |
| A equipa de basquetebol da escola ganha o campeonato de Stevens Point enquanto que Diggie, antes de partir para Austrália, precisa de encontrar Maddie e dizer-lhe o que ainda sente por ela. Enquanto isso, Parker, Reggie e Evan esperam ansiosos sentados no sofá para verem a nova temporada de Linda e Heather. |    |                                                                                   |                    |                                      |                                                                      |                    |                        |

### 3ª Temporada (2015-16)
Em 3 de abril de 2015, o Disney Channel renovou Liv & Maddie para uma terceira temporada para estrear em 13 de setembro de 2015. No Disney Channel foi exibida a estreia da temporada com os episódios "Continua Rooney" e "Voltagem Rooney" no mesmo dia formando um especial não sendo de uma hora. No Brasil a temporada está prevista para Março de 2016. Dia 7 de Março o Disney Channel BR anunciou a terceira temporada com datas de estreias no final de semana. No Disney Channel Portugal estreou no dia 8 de abril de 2016 no We Love Sextas e terminou a 26 de janeiro de 2017 a uma quinta feira, pois o We Love Sextas havia terminado a 29 de julho de 2016.
| # | #  | Título                                                                             | Dirigido por          | Escrito por                          | Exibição original                                                   | Código de produção | Audiência (em milhões) |
| --- | -- | ---------------------------------------------------------------------------------- | --------------------- | ------------------------------------ | ------------------------------------------------------------------- | ------------------ | ---------------------- |
| 46 | 1  | "Continua Rooney (PT) Emoções Rooney (BR)" "Continued-A-Rooney"                    | Andy Fickman          | John Peaslee                         | 13 de setembro de 2015 13 de março de 2016 8 de abril de 2016       | 301                | 1.79                   |
| Enquanto Joey e Maddie tentam pegar Diggie antes que ele viage para a Austrália, Liv cobre Maddie em casa. Mas quando Diggie aparece na casa dos Rooney, o caos se instala, lembrando Parker de sua novela de drama favorito. Enquanto isso, Liv recebe um telefonema de sua agente dizendo que ela conseguiu um papel cobiçado em um novo programa de TV "Voltage". |    |                                                                                    |                       |                                      |                                                                     |                    |                        |
| 47 | 2  | "Voltagem Rooney (PT) Novo filme Rooney (BR)" "Voltage-A-Rooney"                   | Andy Fickman          | John D. Beck e Ron Hart              | 13 de setembro de 2015 14 de março de 2016 15 de abril de 2016      | 302                | 1.70                   |
| Maddie pede a ajuda de Liv para construir um gigante cabeça Paulie Porco-espinho para o desfile do regresso a casa, mas Joey e Parker acidentalmente o destrói. |    |                                                                                    |                       |                                      |                                                                     |                    |                        |
| 48 | 3  | "Par Romântico Rooney (BR / PT)" "Co-Star-a-Rooney"                                | Adam Weissman         | Linda Mathious e Heather MacGillvray | 20 de setembro de 2015 19 de março de 2016 13 de maio de 2016       | 305                | 2.10                   |
| A escolha do elenco está em andamento para o co-estrela em "Voltage" e algumas caras conhecidas vão para as audições. Enquanto isso, Karen organiza uma "cerimônia de purificação" de Maddie para ajudá-la a deixar ir seus sentimentos por Diggie. |    |                                                                                    |                       |                                      |                                                                     |                    |                        |
| 49 | 4  | "Assombração Rooney (BR / PT)" "Haunt-A-Rooney"                                    | Adam Weissman         | Danielle Hoover e David Monahan      | 4 de outubro de 2015 29 de outubro de 2016 7 de outubro de 2016     | 306                | 2.08                   |
| Maddie e Willow juntar-se à Scare Senior, em que alunos do ensino médio assustam alunos do ensino médio; Liv e Joey vão para Nova York. |    |                                                                                    |                       |                                      |                                                                     |                    |                        |
| 50 | 5  | "Badalo-Rooney (PT) Sino Rooney (BR)" "Cowbell-A-Rooney"                           | Adam Weissman         | David Tolentino                      | 18 de outubro de 2015 20 de março de 2016 27 de maio de 2016        | 304                | 2.56                   |
| A escola se prepara para uma tradição local. Liv tenta ajudar o colega de série a se estabelecer na cidade. |    |                                                                                    |                       |                                      |                                                                     |                    |                        |
| 51 | 6  | "Avó-Rooney (PT) A vovó Rooney (BR)" "Grandma-A-Rooney"                            | Kevin C. Sullivan     | Sylvia Green                         | 25 de outubro de 2015 30 de janeiro de 2016 24 de junho de 2016     | 218                | 1.81                   |
| A vó de Liv chega para entregar um prêmio escolar para ela, mas sua obsessão com a menina levanta suspeitas em Maddie. |    |                                                                                    |                       |                                      |                                                                     |                    |                        |
| 52 | 7  | "Almôndegas-Rooney (BR / PT)" "Meatball-A-Rooney"                                  | Kevin C. Sullivan     | John Peaslee                         | 8 de novembro de 2015 26 de março de 2016 24 de junho de 2016       | 307                | 2.10                   |
| Uma bolsa de estudos divide Willow e Maddie. Joey tenta corrigir seu erro depois de quebrar o dedo de Liv, mas só piora a situação. |    |                                                                                    |                       |                                      |                                                                     |                    |                        |
| 53 | 8  | "Pergunta-lhe Mais-Rooney (PT) Mais Perguntas Rooney (BR)" "Ask Her More-A-Rooney" | Jody Margolin Hahn    | Sylvia Green                         | 22 de novembro de 2015 8 de abril de 2016 9 de janeiro de 2017      | 308                | 2.11                   |
| Liv fica chateada com perguntas que tratam apenas de sua beleza e não abordam seu talento artístico. Maddie precisa encontrar um livro perdido para poder ver suas notas. |    |                                                                                    |                       |                                      |                                                                     |                    |                        |
| 54 | 9  | "Boas-Festas-Rooney (BR / PT)" "Joy To-A-Rooney"                                   | Jody Margolin Hahn    | William Luke Schreiber               | 6 de dezembro de 2015 10 de dezembro de 2016 16 de dezembro de 2016 | 309                | 1.53                   |
| Liv convida a equipe e o elenco da série para o jantar anual dos Rooney, mas ela ainda não compreendeu o real significado de 'tradição familiar'. |    |                                                                                    |                       |                                      |                                                                     |                    |                        |
| 55 | 10 | "Ridgewood-Rooney (PT) Superirmão Rooney (BR)" "Ridgewood-A-Rooney"                | Jody Margolin Hahn    | Sylvia Green                         | 17 de janeiro de 2016 27 de março de 2016 10 de janeiro de 2017     | 310                | 2.28                   |
| Parker avança diversas séries e acaba no Ensino Médio com seus irmãos, que precisam lidar com o fato de ele ser melhor em tudo. |    |                                                                                    |                       |                                      |                                                                     |                    |                        |
| 56 | 11 | "Treinadora-Rooney (BR / PT)" "Coach-A-Rooney"                                     | Lenny Garner          | J. Keene                             | 24 de janeiro de 2016 6 de maio de 2016 11 de janeiro de 2017       | 311                | 1.87                   |
| Maddie entra em conflito com a nova técnica da equipe de basquete. Liv ajuda Parker com um projeto de arte, o que atrapalha seu encontro com Holden. |    |                                                                                    |                       |                                      |                                                                     |                    |                        |
| 57 | 12 | "Admirador Secreto-Rooney (BR / PT)" "Secreat-Admirer-A-Rooney"                    | Chris Poulos          | Linda Mathious e Heather MacGillvray | 21 de fevereiro de 2016 18 de julho de 2016 12 de janeiro de 2017   | 312                | 1.81                   |
| Josh inventa uma desculpa para passar mais tempo com Maddie. Joey e Parker começam a acreditar que o set de filmagem da série de Liv é amaldiçoado. |    |                                                                                    |                       |                                      |                                                                     |                    |                        |
| 58 | 13 | "Vive-La-Rooney (PT) Francês Rooney (BR)" "Vive-La-Rooney"                         | Dave Cove             | Kali Rocha e Johnathan McClain       | 13 de março de 2016 19 de julho de 2016 16 de janeiro de 2017       | 313                | 1.93                   |
| A mãe de Liv exagera para ajudá-la a aprender francês. Depois que Josh revela seus sentimentos, Maddie pensa em recomeçar a namorar. |    |                                                                                    |                       |                                      |                                                                     |                    |                        |
| 59 | 14 | "Sonha-Rooney (BR / PT)" "Dream-A-Rooney"                                          | Adam Weissman         | David Tolentino                      | 20 de março de 2016 20 de julho de 2016 17 de janeiro de 2017       | 314                | 1.77                   |
| Mesmo estando muito ocupada, Liv está decidida a honrar um pedido especial. Maddie começca a analisar as opções de universidades. |    |                                                                                    |                       |                                      |                                                                     |                    |                        |
| 60 | 15 | "Home-Run-Rooney (PT) Souvenir Rooney (BR)" "Home Run-A-Rooney"                    | Leonard R. Garner Jr. | Freddie Gutierrez                    | 10 de abril de 2016 21 de julho de 2016 18 de janeiro de 2017       | 315                | 1.76                   |
| Maddie pede conselhos a Joey sobre seu primeiro encontro com Josh. Liv e Holden tentam ajudar Parker a sair do sufoco em uma matéria. |    |                                                                                    |                       |                                      |                                                                     |                    |                        |
| 61 | 16 | "Confusão Rooney (PT) Furo de reportagem Rooney (BR)" "Scoop-A-Rooney"             | Wendy Faraone         | Danielle Hoover e David Monahan      | 24 de abril de 2016 22 de julho de 2016 19 de janeiro de 2017       | 316                | 1.73                   |
| Durante um encontro, Maddie é confundida com Liv por um repórter e pede para a irmã gêmea participar da farsa para que Diggie não saiba que ela está saindo com Josh. |    |                                                                                    |                       |                                      |                                                                     |                    |                        |
| 62 | 17 | "Escolha-Rooney (BR / PT)" "Choose-A-Rooney"                                       | Leonard R. Garner Jr. | Betsy Sullenger                      | 8 de maio de 2016 26 de agosto de 2016 23 de janeiro de 2017        | 317                | 1.65                   |
| Com o retorno de Diggie, Maddie fica dividida e precisa fazer uma difícil escolha entre ele e Josh. Liv tem uma semana para planejar o casamento de Gemma e Johnny. |    |                                                                                    |                       |                                      |                                                                     |                    |                        |
| 63 | 18 | "Amigo-Rooney (BR / PT)" "Friend-A-Rooney"                                         | Leonard R. Garner Jr. | Linda Mathious e Heather MacGillvray | 22 de maio de 2016 17 de setembro de 2016 24 de janeiro de 2017     | 318                | 1.32                   |
| Liv convence Gemma a escalar Joey para um pequeno papel na série, mas logo se arrepende. Karen descobre que o pai de Andie não gosta de Dump Truck. |    |                                                                                    |                       |                                      |                                                                     |                    |                        |
| 64 | 19 | "Skyvolt-Rooney (BR / PT)" "SkyVolt-A-Rooney"                                      | Adam Weissman         | Sylvia Green e David Tolentino       | 5 de junho de 2016 18 de setembro de 2016 25 de janeiro de 2017     | 319                | 1.96                   |
| Liv descobre que a produção da série vai se mudar para Los Angeles e precisa decidir se vai junto ou desiste do papel. |    |                                                                                    |                       |                                      |                                                                     |                    |                        |
| 65 | 20 | "California-Rooney (BR / PT)" "Californi-A-Rooney"                                 | Adam Weissman         | John D. Beck e Ron Hart              | 19 de junho de 2016 18 de setembro de 2016 26 de janeiro de 2017    | 320                | 1.53                   |
| Maddie revela para Liv a verdade sobre a bolsa de estudos, e as irmãs tem uma briga. A casa das Rooney está à beira do colapso. |    |                                                                                    |                       |                                      |                                                                     |                    |                        |

### 4ª Temporada (2016-17)
| # | #  | Título                                                                                        | Dirigido por          | Escrito por                           | Exibição original                                                  | Código de produção | Audiência (em milhões) |
| --- | -- | --------------------------------------------------------------------------------------------- | --------------------- | ------------------------------------- | ------------------------------------------------------------------ | ------------------ | ---------------------- |
| 66 | 1  | "Uma Espécie de Irmãs Rooney (PT) Meio irmã-Rooney (BR)" "Sorta-Sisters-A-Rooney"             | Andy Fickman          | John D. Beck e Ron Hart               | 23 de setembro de 2016 9 de dezembro de 2016 19 de maio de 2017    | 401                | 1.66                   |
| No inicio do ano letivo, na Califórnia, a prima dos Rooney, Ruby, regressa a casa depois das férias de verão.                                                                             |    |                                                                                               |                       |                                       |                                                                    |                    |                        |
| 67 | 2  | "Linda e Heather-Rooney (BR / PT)" "Linda and Heather-A-Rooney"                               | Adam Weissman         | Linda Matthious e Heather MacGillvray | 30 de setembro de 2016 17 de janeiro de 2017 26 de maio de 2017    | 402                | 1.36                   |
| Liv desempenha um pequeno papel na série 'Linda e Heater' mas acaba por ter de fazer mais do que imaginar.                                                                                |    |                                                                                               |                       |                                       |                                                                    |                    |                        |
| 68 | 3  | "Assustar Rooney (PT) Dia das Bruxas-Rooney (BR)" "Scare-A-Rooney"                            | Wendy Faraone         | David Tolentino                       | 14 de outubro de 2016 18 de janeiro de 2017 27 de outubro de 2017  | 403                | 1.51                   |
| Quando Parker e Joey se apercebem de que os alunos da nova escola, a BOOMS, não festejam o Halloween, decidem mostrar-lhes que pode ser muito divertido.                                  |    |                                                                                               |                       |                                       |                                                                    |                    |                        |
| 69 | 4  | "Sing It Louder!! Rooney (PT) Rooney canta 'Sing It Louder' (BR)" "Sing It Louder!!-A-Rooney" | Adam Weissman         | John Peaslee                          | 18 de novembro de 2016 19 de janeiro de 2017 2 de junho de 2017    | 404                | 1.12                   |
| Ao saber que a nova série pode vir a ser cancelada, Liv ajuda a encontrar a estrela perfeita.                                                                                             |    |                                                                                               |                       |                                       |                                                                    |                    |                        |
| 70 | 5  | "Festa do Pijama Rooney (BR / PT)" "Slumber Party-A-Rooney"                                   | Kevin C. Sullivan     | Danielle Hoover e David Monahan       | 25 de novembro de 2016 20 de janeiro de 2017 9 de junho de 2017    | 405                | 1.24                   |
| Liv organiza uma festa do pijama para Ruby e a sua colega Priya ficarem melhores amigas. Entretanto, Joey conhece um novo rival e Parker revela uma grande surpresa a Maddie.             |    |                                                                                               |                       |                                       |                                                                    |                    |                        |
| 71 | 6  | "Natal-Califórnia-Rooney (PT) Natal Californiano Rooney (BR)" "Cali Christmas-A-Rooney"       | Andy Fickman          | Sylvia Green                          | 2 de dezembro de 2016 23 de janeiro de 2017 25 de dezembro de 2017 | 411                | 1.09                   |
| 72 | 7  | "Stand-Up Rooney (BR / PT)" "Stand-Up-A-Rooney"                                               | Chris Poulos          | Betsy Sullenger                       | 6 de janeiro de 2017 24 de janeiro de 2017 16 de junho de 2017     | 406                | 1.42                   |
| Joey é convidado para fazer stand up num restaurante mexicano da zona. Entretanto, Parker apaixona-se, mas não sabe falar dos seus sentimentos.                                           |    |                                                                                               |                       |                                       |                                                                    |                    |                        |
| 73 | 8  | "Exemplo Rooney (PT) Estereótipo Rooney (BR)" "Roll Model-A-Rooney"                           | Leonard R. Garner Jr. | Jenny Keene                           | 13 de janeiro de 2017 25 de janeiro de 2017 23 de junho de 2017    | 407                | 1.05                   |
| A Liv e as outras atrizes tentam mudar o estereótipo de que os rapazes são melhores do que as raparigas em 'coisas de rapazes'.                                                           |    |                                                                                               |                       |                                       |                                                                    |                    |                        |
| 74 | 9  | "Falcão Rooney (BR / PT)" "Falcon-A-Rooney"                                                   | Leonard R. Garner Jr. | William Luke Schreiber                | 20 de janeiro de 2017 26 de janeiro de 2017 30 de junho de 2017    | 408                | 1.23                   |
| A popularidade do Joey na escola é ameaçada com o regresso de um velho inimigo. Entretanto, a Liv tenta ajudar a Ruby com o projeto dela e a Maddie fica de olho na nova amiga do Parker. |    |                                                                                               |                       |                                       |                                                                    |                    |                        |
| 75 | 10 | "Ex Rooney (PT) Ex da Rooney (BR)" "Ex-A-Rooney"                                              | Dave Cove             | Linda Mathious e Heather MacGillvray  | 27 de janeiro de 2017 17 de abril de 2017 22 de setembro de 2017   | 409                | 1.21                   |
| Quando a Maddie e o Josh começam a passar tempo juntos outra vez, o Joey sente-se desconfortável com o reacender da amizade deles.                                                        |    |                                                                                               |                       |                                       |                                                                    |                    |                        |
| 76 | 11 | "Casinha Rooney (BR / PT)" "Tiny House-A-Rooney"                                              | John D. Beck          | Kali Rocha e Jonathan McClain         | 17 de fevereiro de 2017 18 de abril de 2017 29 de setembro de 2017 | 410                | 1.01                   |
| Quando a Maddie e a Willow descobrem que um dos seus conhecidos é um sem-abrigo, tentam ajudá-lo.                                                                                         |    |                                                                                               |                       |                                       |                                                                    |                    |                        |
| 77 | 12 | "Grande Oportunidade Rooney (PT) Grande Chance Rooney (BR)" "Big Break-A-Rooney"              | Wendy Farone          | Sonja Warfield                        | 24 de fevereiro de 2017 19 de abril de 2017 3 de novembro de 2017  | 414                | 0.92                   |
| O Joey é convidado para o maior clube de comédia em Los Angeles, mas é demasiado novo para entrar!                                                                                        |    |                                                                                               |                       |                                       |                                                                    |                    |                        |
| 78 | 13 | "Sing It Live!!! Rooney (PT) Rooney Ao Vivo (BR)" "Sing It Live!!!-A-Rooney"                  | Paul Hoen             | John Peaslee                          | 3 de março de 2017 20 de abril de 2017 10 de novembro de 2017      | 412                | 1.00                   |
| Os atores do 'Sing It Live!!!' preparam-se para um espetáculo na televisão em direto, mas um problema na voz pode afetar a atuação da Liv.                                                |    |                                                                                               |                       |                                       |                                                                    |                    |                        |
| 79 | 14 | "Voz Rooney (PT) Voz Rooney com problemas (BR)" "Voice-A-Rooney"                              | Andy Fickman          | Ron Hart                              | 17 de março de 2017 21 de abril de 2017 17 de novembro de 2017     | 413                | 0.97                   |
| A Liv é operada às cordas vocais e não sabe se vai poder voltar a cantar! |    |                                                                                               |                       |                                       |                                                                    |                    |                        |
| 80 | 15 | "Fim Rooney (BR / PT)" "End-A-Rooney"                                                         | Andy Fickman          | Danielle Hoover e David Monahan       | 24 de março de 2017 14 de maio de 2017 24 de novembro de 2017      | 415                | 1.30                   |
| Surgem oportunidades fantásticas para cada um dos irmãos Rooney que vêm pôr em risco os planos para o verão.                                                                              |    |                                                                                               |                       |                                       |                                                                    |                    |                        |